# Eugene Braunwald
Eugene Braunwald (Viena, Austria, 15 de agosto de 1929) es un cardiólogo estadounidense. 
Nacido de padres judíos en Viena, la familia de Eugenio Braunwald escapó de la Alemania nazi y finalmente se estableció en Estados Unidos donde Braunwald pudo desarrollar una importante carrera como cardiólogo. El trabajo de Eugenio Braunwald ayudó a cambiar la creencia común de que los ataques al corazón eran impredecibles e intratables. Al adoptar el enfoque de la medicina basada en la evidencia, en la década de 1960, Braunwald y sus colegas fueron capaces de aumentar drásticamente las tasas de supervivencia.
La amplitud y la profundidad de sus investigaciones quedaron probadas en más de mil artículos publicados en revistas especializadas. Además, fue editor de una serie de textos de medicina interna y de cardiología, y uno de los principales redactores del Harrison. Manual de medicina interna, obra indispensable para los cardiólogos y utilizado en todas las escuelas de medicina del mundo, en la que trabajó desde la sexta edición, en 1966. Asimismo, publicó el célebre Tratado de cardiología (1975).
La importancia de la prevención
Braunwald siempre mantuvo como premisa que la prevención era la asignatura pendiente en cardiología, y por ese motivo se dedicó a investigar sobre «el cuarto anillo» para reducir la enfermedad coronaria. El primer anillo lo formaba la lucha contra las cifras muy elevadas de colesterol en sangre; el segundo demostró que los enfermos coronarios con colesterol elevado tratados con estatinas tenían mucho mejor pronóstico que los que no lo recibían; el tercero probó que los fármacos pueden tener su razón de ser, incluso en personas asintomáticas pero con el colesterol elevado. El que halló Braunwald en la frontera del siglo XXI indicaba la utilidad del tratamiento con estatinas a la hora de prevenir un segundo problema cardíaco, incluso en enfermos con cifras de colesterol que se consideran normales.
Preocupado por corregir las deficiencias de financiación del Sistema Nacional de Salud, Braunwald mantuvo durante toda su vida una férrea lucha contra el tabaco y la obesidad, a su juicio, los mayores peligros para la salud pública. En este sentido, llegó a afirmar que ambos elementos sumaban «la mejor combinación para matar gente en el mundo, hasta más que una guerra». Y calificó la enfermedad coronaria como una patología propia de «personas que tienen demasiado, que tienen en exceso», alentada por «excesos en la alimentación, alto consumo de carbohidratos y sodio, combinados con emociones como el coraje y la hostilidad».
Miembro de la Academia de las Ciencias estadounidense, recibió innumerables premios y honores. La Universidad de Harvard, de cuya Facultad de Medicina fue profesor distinguido, creó en 1996 el galardón Eugene Braunwald Professorship de Medicina, una mención que se otorga con carácter anual. Por su parte, la Asociación Estadounidense de Cardiología inició en 1999 la entrega del premio Eugene Braunwald Academic Mentorship, para reconocer a jóvenes promesas en el ámbito de la investigación coronaria